# Le Bichrone
Le Bichrone is een Frans historisch merk van motorfietsen.
De bedrijfsnaam was: Henri Lepappe, Parijs.
Le Bichrone was een van de eerste fabrikanten van een- en V-tweecilinder tweetaktmotoren, die ook als inbouwmotor aan andere fabrieken werden geleverd. Het bedrijf was hiermee actief van 1902 tot 1907.